# Hylopsar purpureiceps
El estornino cabecipúrpura (Hylopsar purpureiceps) es una especie de ave paseriforme de la familia Sturnidae propia de África central.